# Denis Hurley
Pas d'image ? Cliquez ici

a Compétitions nationales et continentales officielles uniquement.

b Matchs officiels uniquement.
Dernière mise à jour le 23/02/2017.
Denis Hurley, né le 15 juillet 1984, est un joueur de rugby à XV qui évolue au poste d'arrière. Il obtient une seule sélection avec l'équipe d'Irlande en 2009.

## Carrière

### En club
- 2006-2016 :  Munster

Jeune joueur du Munster, il a disputé trois rencontres de la Coupe d'Europe de rugby à XV 2007-2008, dont la finale comme titulaire, et il a remporté ce prestigieux trophée,.

### En équipe nationale
Il obtient sa seul sélection lors d'un test match le 31 mai 2009 face aux États-Unis.

## Palmarès

### En club
- Vainqueur du Pro12 en 2009 et 2011.
- Vainqueur de la Coupe d'Europe en 2008